# Flughafen Brazzaville Maya-Maya

i7
i11
i13
Der Aeróport de Brazzaville Maya-Maya (IATA-Code: BZV, ICAO-Code: FCBB) ist der internationale Flughafen von Brazzaville in der Republik Kongo. International wird der Flughafen von Europa unter anderem aus Paris angeflogen. Die Fluggesellschaft ECAir hatte ihren Hauptsitz am Flughafen Brazzaville.

## Zwischenfälle
- Am 23. August 1988 verunglückte eine Douglas DC-4 der kongolesischen Kinair Cargo (Luftfahrzeugkennzeichen 9Q-CBK) im Anflug auf den Flughafen Brazzaville Maya-Maya bei der Insel M'Bamou, 18 Kilometer östlich des Platzes. Alle 5 Insassen, Besatzungsmitglieder und Passagiere, kamen ums Leben.[4]

- Am 14. April 1997 verunglückte eine Fokker F-27-600 Friendship der TAAG Angola Airlines mit dem Luftfahrzeugkennzeichen D2-TFP kurz nach dem Start vom Flughafen Brazzaville Maya-Maya, als die Besatzung die Kontrolle über die Maschine verlor und diese 300 Meter nach dem Ende der Startbahn wieder auf dem Boden aufschlug und in Flammen aufging. Drei der sieben Insassen kamen ums Leben.[5]

- Am 30. November 2012 wurde eine Iljuschin Il-76T der armenischen Aero-Service (EK-76300) im Anflug auf den Flughafen Brazzaville Maya-Maya einen Kilometer vor der Landebahn in ein Wohngebiet geflogen. Dabei kamen alle 7 Insassen der Maschine ums Leben, 25 Menschen am Boden wurden getötet und 14 weitere teils schwer verletzt.[6]